# مايك مايرز (لاعب كرة قاعدة)
مايك مايرز (بالإنجليزية: Mike Myers) هو لاعب كرة قاعدة أمريكي، ولد في 26 يونيو 1969 في أرلينغتون هايتس في الولايات المتحدة.

## وصلات خارجية
- مايك مايرز على موقع دوري كرة القاعدة الرئيسي (الإنجليزية)
- مايك مايرز على موقعبيزبول رفرنس.كوم (الدوري الرئيسي) (الإنجليزية)
- مايك مايرز على موقع إي إس بي إن.كوم (أم.أل.بي) (الإنجليزية)
- مايك مايرز على موقع مشجعي الرسوم البيانية (الإنجليزية)